# イオン少額短期保険
イオン少額短期保険株式会社（イオンしょうがくたんきほけん）は、東京都文京区に本社を置く日本の少額短期保険事業者で、イオンフィナンシャルサービス株式会社の子会社。

## 概要
2007年1月に、三菱商事株式会社およびエーオンアフィニティージャパン株式会社（現エーオンジャパン株式会社）の出資により、当社が設立された。2010年7月にイオンクレジットサービス株式会社（現イオンフィナンシャルサービス株式会社）、イオン保険サービス株式会社が主要株主となり、イオングループの一員となっている。

## 沿革
- 2007年1月 - 三菱商事株式会社およびエーオンアフィニティージャパン株式会社（現エーオンジャパン株式会社）の出資により、MC少額短期準備株式会社を設立
- 2007年11月 - 少額短期保険業登録を完了、同日付にて少額短期保険業を開始
- 2007年12月 - MC少額短期保険株式会社に商号を変更
- 2009年2月 - 家財保険販売開始
- 2010年7月 - イオンクレジットサービス株式会社（現イオンフィナンシャルサービス株式会社）、イオン保険サービス株式会社が主要株主となる
- 2010年9月 - イオン少額短期保険株式会社に商号を変更
- 2010年12月 - 本店を千代田区神田錦町一丁目2番地1に移転
- 2011年8月 - 事業用動産保険販売開始
- 2014年3月 - 「イオンのペット保険」をイオンカード会員専用商品として販売開始
- 2016年4月 - 本店を千代田区神田錦町三丁目22番地に移転
- 2018年10月 - 「イオンの家財保険賃貸プランwideプラス」を販売開始
- 2020年2月 - 「イオンの新家財保険」を販売開始
- 2021年6月 - 「健康増進型医療保険」を販売開始
- 2023年5月 - 本店を東京都文京区本郷一丁目10番9号に移転